# Piperråtjärnen
Piperråtjärnen är en sjö i Örnsköldsviks kommun i Ångermanland och ingår i Moälvens huvudavrinningsområde. Sjön har en area på 0,0499 kvadratkilometer och ligger 188 meter över havet.

## Delavrinningsområde
Piperråtjärnen ingår i det delavrinningsområde (705387-160451) som SMHI kallar för Mynnar i Moälven. Medelhöjden är 211 meter över havet och ytan är 8,86 kvadratkilometer. Det finns inga avrinningsområden uppströms utan avrinningsområdet är högsta punkten. Seltjärnsån som avvattnar avrinningsområdet har biflödesordning 2, vilket innebär att vattnet flödar genom totalt 2 vattendrag innan det når havet efter 72 kilometer. Avrinningsområdet består mestadels av skog (77 procent) och öppen mark (10 procent).